# Sèhoun
Sèhoun ist ein Arrondissement im Departement Zou im westafrikanischen Staat Benin. Es ist eine Verwaltungseinheit, die der Gerichtsbarkeit der Kommune Abomey untersteht.

## Demografie und Verwaltung
Gemäß der Volkszählung 2013 des beninischen Statistikamtes INSAE hatte das Arrondissement 3509 Einwohner, davon waren 1655 männlich und 1854 weiblich.
Von den 41 Dörfern und Quartieren der Kommune Abomey entfallen vier auf Sèhoun:
1. Houao
2. Houéli
3. Lèlè
4. Sèhoun